# Phintella yi
Espèce
Phintella yi est une espèce d'araignées aranéomorphes de la famille des Salticidae.

## Distribution
Cette espèce est endémique du Yunnan en Chine,. Elle se rencontre vers Chuxiong.

## Description
La carapace du mâle holotype mesure 1,55 mm de long sur 1,38 mm et l'abdomen 1,75 mm de long sur 1,11 mm.

## Systématique et taxinomie
Cette espèce a été décrite par Yang, Wang et Zhang en 2024.

## Étymologie
Cette espèce est nommée en l'honneur des Yi. 

## Publication originale
- (en) Yang, Wang et Zhang, « On a new genus and seven species of Chrysillini from China (Araneae: Salticidae: Salticinae) », Zootaxa, no 5477 (2),‎ 2024, p. 101-135